# Svanen (möbel)

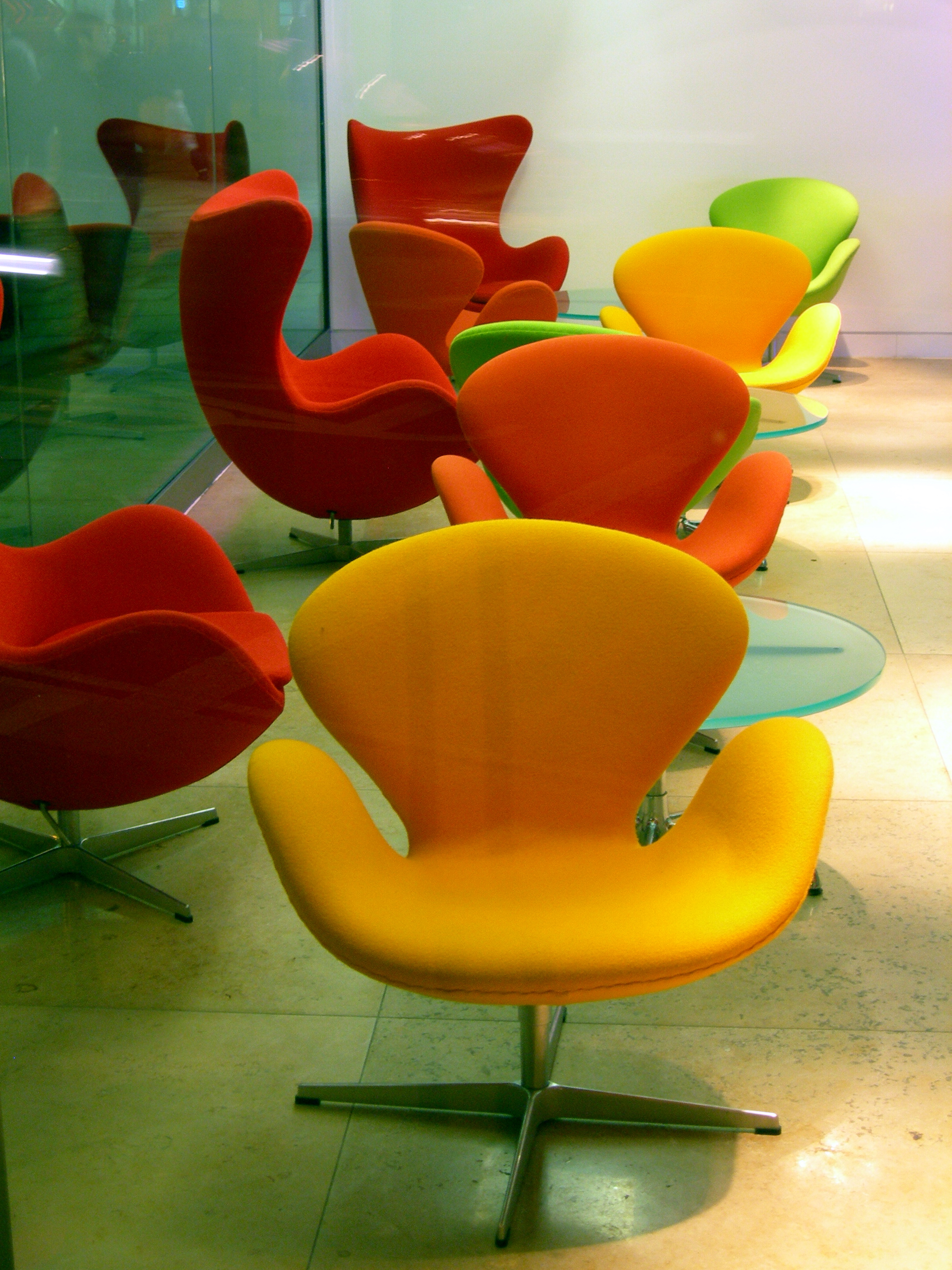
Svanen (i bakgrunden även Ägget).

Svanen är en fåtölj skapad av den danske designern och arkitekten Arne Jacobsen.
Svanen är formgiven av Arne Jacobsen 1957-1958, avsedd för Royal SAS Hotel i Köpenhamn och producerad av Fritz Hansen. Svanen var ett resultat av Jacobsens jakt efter lättviktiga, flytande former vilka krävde minimal stoppning för hög komfort. Arne Jacobsen liknade sin stol med utsträckta armstöd vid de upplyfta vingarna på alla fåglars drottning och gav den namnet "Svanen".